# Venetiaans

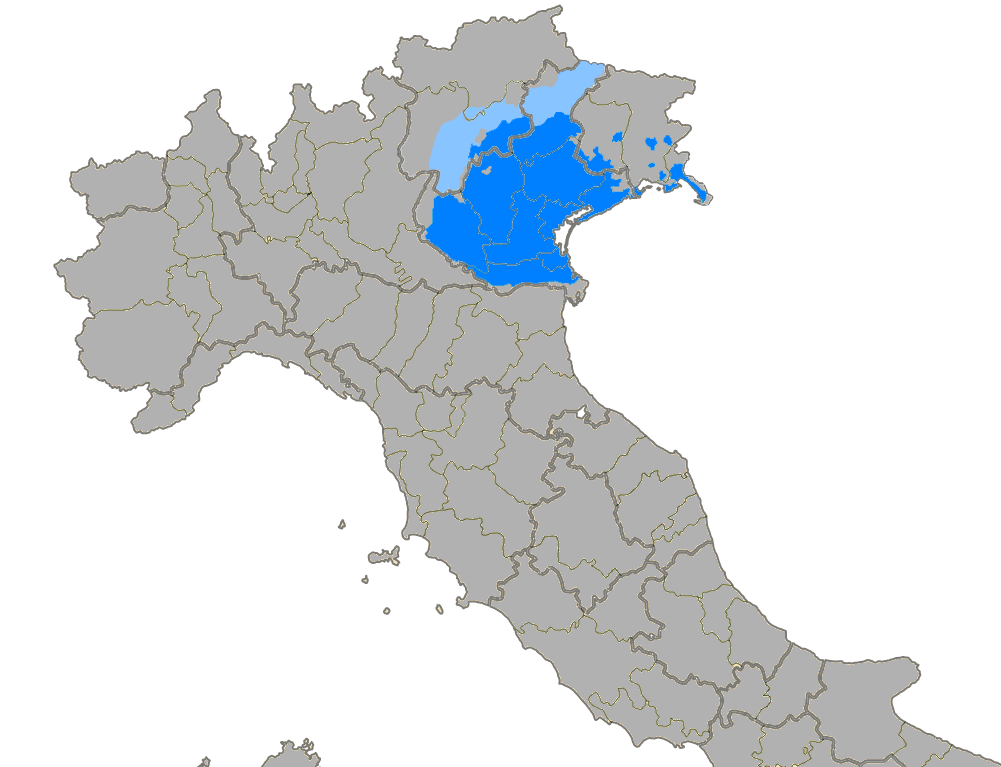
Taalgebied

Venetiaans (vèneto) is een Romaanse taal. Het Venetiaans wordt voornamelijk gesproken in Noord-Italië en heeft ongeveer twee miljoen sprekers. De ISO-639-3-code is 'vec'.
Hoewel de taal voornamelijk in Italië wordt gesproken, is het meer verwant aan het Frans dan aan het Italiaans. Het wordt gesproken in de regio's Veneto en Friuli-Venezia Giulia en in de kustgebieden van Slovenië en Kroatië. Verder wordt het gesproken in de stad Chipilo, in Puebla in Mexico en in São Paulo (staat), Rio Grande do Sul in Brazilië. Dit komt doordat eind negentiende eeuw een groot aantal Venetianen naar deze plaatsen geëmigreerd is.
Op 28 maart 2007 werd het officieel erkend als taal door de wet van „tutela e valorizzazione della lingua e cultura veneta”, die door een overgrote meerderheid van de regionale Raad (regerings- en oppositiepartijen) ingevoerd was.
Deze taal moet niet verward worden met het Venetisch, de taal die tot de eerste eeuw na Christus in Midden-Europa gesproken werd.
Nederlandse woorden die uit het Venetiaans afkomstig zijn:
- arsenaal
- getto
- gondel
- lagune

De alom bekende Italiaanse groet "ciao" is ook uit het Venetiaanse dialect (of taal) afkomstig. Oorspronkelijk was het "s·ciao", het equivalent van het Hoog-Italiaanse "schiavo" (slaaf). De oorspronkelijke betekenis was dus "ik ben uw dienaar" (vergelijk het Latijnse "servus", zoals gebruikt in Oostenrijk)

## Variëteiten (dialecten)
De grootste variëteiten van het Venetiaans zijn:
- (Zuid-)centraal ven.: provinciën Vicenza, Padua en Rovigo
- Oost-Venetiaans: Venetiaans van de stad Venetië en provincie
- West-Venetiaans: provincie Verona
- Centraal-noord. ven.: zuidelijk deel van de provincie Treviso
- Noord-Venetiaans: provincie Belluno en deel van Treviso

Sommige van deze dialecten werden door immigranten naar Amerika gebracht en worden nu in Brazilië (Santa Catarina, Rio Grando do Sul) en Mexico (Chipilo) gesproken. Andere variëteiten van het Venetiaans worden ook in Kroatië gebruikt, bijvoorbeeld in Istrië.
Het grootste verschil tussen deze dialecten ligt in de uitspraak vooral van de laatste klinker(s) van het woord. Bijvoorbeeld tren ‘trein’ of spion ‘spion’ eindigen in -n in alle Venetiaanse variëteiten, terwijl catar ‘vinden’ catar(e) wordt in centraal Venetiaans en toco ‘stuk, deel’ wordt toc in Noord-Venetiaans. Het woord fero ‘ijzer’ wordt fer in noordelijk en centraal-noordelijk Venetiaans en chi ‘wie’ wordt ci in West-Venetiaans. Dit kan soms invloed hebben over de morfologie, maar de syntaxis blijft vrijwel dezelfde in alle dialecten, zoals in het volgende voorbeeld:
- Nederlands: ‘Mijn zusters gaan naar de markt’
- Venetiaans: Mé sorele le va al marcà (centrale en oostelijke uitspraak)
- Venetiaans: Mé soree 'e va al marcà (westelijke, noordelijke en zuidelijke uitspraak)
- Venetiaans: Mé sorełe łe va al marcà (algemeen schrift)
- Italiaans: ‘Le mie sorelle vanno al mercato’

Ondanks de twee verschillende uitspraken van ł, de structuur van de zin blijft dezelfde, bijvoorbeeld er is een vrouwelijk meervoudig subject-cliticum łe voor het werkwoord va ‘ga/gaan’ en geen lidwoord voor het possessief pronomen mé ‘mijn’. Het feit dat de dialecten van het Venetiaans alle dezelfde grammaticale structuur hebben maakt dat sprekers van verschillende provinciën elkaar verstaan.

## Grammaticale eigenaardigheden
Zoals de meeste Romaanse talen, heeft het Venetiaans een SVO-woordvolgorde en kent het mannelijke en vrouwelijke naamwoorden. Mannelijke naamwoorden zijn bijvoorbeeld el tren - i treni (de trein - de treinen), l'amigo - i amighi/amisi (de vriend - de vrienden), el goto - i goti (het glas - de glazen), fradeło - fradełi, (broeder - broeders), el giornal - i giornałi (de krant - de kranten), el mar - i mari (de zee - de zeeën). Vrouwelijke naamwoorden zijn ła man - łe man (de hand/en), l'amiga - łe amighe (de vriendin - de vriendinnen), soreła - sorełe (zuster - zusters), ła ciave - łe ciave (de sleutel/s), ła vocal - łe vocałi (de klinker - de klinkers). Toch heeft het Venetiaans zijn eigenaardigheden zoals umlaut, bevestigende en vragende clitica voor de werkwoord vervoeging en onpersoonlijke lijdende vormen.
- Werkwoorden worden met uitgangen én clitica vervoegd, zoals in het Nederlands „je (clit) komt (uitg.)”. Bijvoorbeeld vegner ‘komen‘ heeft de volgende vervoeging: vegno / vegnémo / vegnì ‘ik kom / we komen / jullie komen’ maar te/ti/tu vien ‘je komt’, el/ła vien ‘hij/ze komt’, i/łe vien ‘ze (m./v.) komen’. Anders dan in het Nederlands worden deze clitica samen met sterke pronomina en naamwoorden gebruikt: Mi vegno ‘ik kom’, Ti te vien ‘jij, [je] komt’, Marco el vien ‘Marco, [hij] komt’, Mé sorełe łe vien ‘Mijn zusters [ze] komen’.

- Het werkwoord heeft een vragende vervoeging, zoals Te vien doman – Viento/Vientu doman? ‘Je komt morgen – Kom je morgen?’, Marco el vien/parte doman – Marco vienlo/parteło doman? ‘Marco komt/vertrekt morgen – Komt/vertrekt Marco morgen?’, Parlè vèneto – Parleo vèneto? ‘Jullie praten Venetiaans – Praten jullie Venetiaans?’

- De onpersoonlijke lijdende vorm, vooral in de verleden tijd, soms ook in de tegenwoordige tijd. Er kan geen cliticum zijn voor het werkwoord, zoals: Xe stà parlà co Toni (letterlijk werd/is geweest met Toni gepraat) ‘Er werd met Toni gepraat’, Xe stà tełefonà al dotor? (lett. is geweest opgebeld aan de dokter), ‘Werd de dokter opgebeld?’, Vojo che me vegna spiegà (lett. Ik wil dat mij wordt verklaard...), ‘Ik wil dat (er) mij verklaard wordt / Ik wil een verklaring krijgen over hoe...’. In sommige variëteiten is er een cliticum Gh'  dat met het werkwoord samengaat, bijvoorbeeld: Xe stà parlà de ti (lett. Is geweest gepraat over jou) of Gh’è stà parlà de ti (lett. Er-is geweest gepraat over jou), ‘Er werd over jou gepraat’,

- Sommige werkwoorden en naamwoorden kunnen hun stamklinker(s) regelmatig veranderen door umlaut: tóxo - tuxi (jong - jongen), ségno - signi (teken - tekens/en), dotor - doturi/duturi (dokter - dokters), sachéto - sachiti (zakje/tasje - zakjes/tasjes), te móvi – te muvi (je beweegt), te védi – te vidi (je ziet), te vedési – te vedisi (of je wist), te movévi – te movivi – te muvivi (je bewoog).

Talen: Algherees · Arbëresh · Arpitaans · Duits · Emiliaans · Frans · Friulisch · Gallurese · Griko · Italiaans · Ladinisch · Ligurisch · Napolitaans · Ouddalmatisch · Piëmontees · Romagnools · Sardijns · Siciliaans · Sloveens · Valdostaans · Venetiaans